# ألفارو باريوس
ألفارو باريوس (بالإسبانية: Álvaro Barrios)‏ هو رسام كولومبي، ولد في 27 أكتوبر 1945.